# Hilda (bande dessinée érotique)
Pour les articles homonymes, voir Hilda.
Hilda est une série de bande dessinée érotique.
- Scénario, dessins et couleurs : Bernard Dufossé (sous le nom de Hanz Kovacq)
- Éditeur : I.P.M.

## Synopsis
Chaque nuit, Hilda fait un cauchemar. Elle se retrouve dans la peau de la princesse Hildegarde. Au XIIIe siècle déjà, l'homme avait mis au point un certain nombre de lieux, d'objets et d'instruments destinés à faire subir les pires sévices à son prochain. Ou encore à sa prochaine. Hilda est bien la réincarnation de la princesse Hildegarde qu'un tribunal ecclésiasticolubrique souhaitait condamner pour sorcellerie.

## Albums
- Hilda T.1 (2000)[1]
- Hilda T.2 (2000)
- Hilda T.3 (2002)
- Hilda T.4 (2008)